# Acraephia stoica
Acraephia stoica är en insektsart som först beskrevs av Gerstaecker 1860.  Acraephia stoica ingår i släktet Acraephia och familjen lyktstritar. Inga underarter finns listade i Catalogue of Life.